# 高姓
高姓为中文姓氏之一，在排行第20位；《百家姓》中排名第153位。

## 起源

### 古時的夷族
最早的高姓據說出自高夷族，起始於黃帝時代。《呂氏春秋·勿躬篇》：「高元作室」。相傳高元為黃帝發明了房屋，可說是將人類史帶出穴居的重要貢獻者。

### 姜姓
周朝時，周武王牧野之戰平定天下，后封姜太公為齊國君主，太公十一世後裔 傒 助齊桓公奪位稱霸 因和桓公 系分枝自六世之孫 文公(八世)即賜以其祖父之名 高 為氏 被封於盧邑 亦是盧氏之由來，高傒墓現於臨淄。其後裔是高姓中最重要的一支，成為當代渤海高氏的始祖。　

#### 以王父字为氏
齐惠公的儿子公子祁，字子高，其后裔世为高氏。
　　

### 他族或他姓改高
- 出自他族或他姓改姓。如魏时，鲜卑族有楼氏，后改高氏。
- 十六国时，后燕皇帝慕容云自称为高阳氏后裔，遂改姓高，称高云，其后裔有改复姓为单姓，称高氏。
- 新莽時有巨姓人士因任王莽之將領，族人在漢光武中興後避禍，以高、巨同義，改高氏。
- 高丽羽真氏，后有改高氏的。
- 南北朝时，先后有元氏和徐氏改姓为高氏。北齐文宣帝姓高名洋，当时有元景安、元文遥本鲜卑族，随汉姓元，因有功于北齐，高洋赐他们"高"姓；又北齐时重臣，高隆之，本姓徐，因其父与高欢交厚，遂改为高氏。
- 以"高"字开头的两个字的复姓，后有改单姓"高"为氏。譬如：高车氏、高堂氏、高阳氏、高陵氏等。
- 高句丽王室也是高姓。

## 迁徙分布

### 中國大陸
高氏的发源地虽说在今河南省境内，但自春秋以后的高姓却大都出自齐鲁之地。战国或秦时，高氏已自山东迁入今河北、辽宁省境。东汉时，有渤海王太守高洪定居渤海蓨（今河北省景县）。南北朝时，有渤海郡人高欢，曾在北魏执魏政达16年之久，死后，其儿子高洋便代东魏称帝，为北齐。京兆高氏又有与北齐同祖，初居文安（今属河北），后迁徙到京兆。吴丹阳太守高瑞，初居广陵，其后迁至秣陵（今属江苏）。高氏大批南迁始于西晋末年"永嘉之乱"时。唐初，有高氏随陈政、陈元光父子入闽开辟漳州。唐僖宗时，有高钢（河南高氏）因避"黄巢之乱"南迁入闽，为高姓入闽后的始祖。在汉末时，又有一支高氏由陇西（今属甘肃）南迁至滇中（今属云南），后成为白蛮大姓。宋绍圣元年间，高升泰夺取大理段氏政权，自立为王，称大中国。传子高太明，于圣绍三年，又将王位还给段氏，仍封为中国公，世为大理宰相，控制大理国政权，被称为高国主。其后裔历经元、明、清数代均为云南土司。中国历史上，高姓称帝王者14人，曾建立北齐、燕、荆南等政权。

### 台灣
台湾的第三十个大姓，最早發源于中國山东。近代播迁到台湾的时间，是在康熙二十二年郑克爽归降清廷以后。依照台湾省文献会的调查统计，高姓的台湾省籍人士，大多聚居在台北一带。另外在台灣，「高」與異體字「髙」於登記時被視為不同姓氏。

## 字輩

### （渤海原谱序）
良立朝宗、永季有本、叔公子必、汝彦士克、世继以伯、孟甫景

### （湖北鄂州）
湖北鄂州高氏：开承有法 作述自光

### （龙门谱序）
仲维哲德、允守孝敬、道在纯诚、体仁居信、尊孔宪文、用中崇正、善则孚之、民皆顺应、天其显思、锡尔福庆

### （民国十八年新增谱序）
国步昌明、家声振起、逢时翼运、俊杰济美、兴学毓才、贻谋恒久、培元定基、存心笃厚、如日东升、同登尚寿、传万年代、育英贤

### 明末迄今
另一支已排出60世，其中前20世已用過，排字如下：
鵬育岐安恆、天庭震九宗、清典宇體治、百世品仙成、聰明睿知臨、寬裕溫柔容、發強剛毅執、齊莊中正敬、忠孝傳家寶、內聖基業宏、仁義布德宗、外王至善功。

### 安平高氏(泉州譜序)
鋼囦木美(號土)。鎰惠桂善佖。稺溥章鳴賢。閭山廣卿吕。保佛積弘子。
文欽淳植炅。培鍾派標烶。墀銘泉樹炳。堂錦洙機煊。增鏇源本煥。

### 高氏鲁西南地方分支
- 宝腾观潭壮　扶荷巩以良 亭晓锡正典  环海佩凌骧。 新议二十字：仁显家声远 义存衍继长 道广文章盛  德厚恒世昌

## 台灣 高姓宗族
- 明末高姓先民從萬華地區沿淡水河流域，經 台北市公館、景美、新店、木柵、深坑、石碇開墾而上。因此大部分台灣高姓宗族散居於這些地區。
- 台灣原住民因戰後國民黨政府主政初期，因名字填寫麻煩，加以居住在高山地區，於是改姓高。
- 學海書院高姓在台灣的祠堂。
- 草山春暉述敘高銘宗兄弟在台灣及西雅圖奮鬥的故事。

## 堂号
- 厚余堂：孔子弟子高柴，做费城宰（今之县长）。孔子评他："柴也愚"。朱熹注"愚是知不足而后知有余"。《词海》：愚，纯朴也。

- 渤海堂：唐朝时高固、高崇文都被封为渤海郡王；北齐高欢被封为渤海王。

• 高家咀：湖北省鄂州市华容区临江乡新港村高家咀
Gaojiazui: Gaojiazui, Xingang, Linjiang, Huarong, Ezhou, Hubei
• 高家楼：湖北省鄂州市华容区华容镇芦花村高家楼
Gaojialou: Gaojialou, Luhua, Huarong, Huarong, Ezhou, Hubei
- 漁陽堂：
- 遼東堂：
- 廣陵堂：
- 河南堂：
- 有繼堂：相傳大儒朱熹曾贈聯日：“後周忠節第，有宋尚書門。”為題堂名日“有繼堂”。[2]
- 供侯堂：

## 延伸阅读
[在维基数据编辑]
 《百家姓》
 《欽定古今圖書集成·明倫彙編·氏族典·高姓部》，出自陈梦雷《古今圖書集成》

## 外部連結
- 高氏家谱网